# Spritztour (Film)
Spritztour (Originaltitel: Sex Drive) ist eine US-amerikanische Filmkomödie aus dem Jahr 2008. Regie führte Sean Anders. Der Film basiert auf Andy Behrens’ Roman All the Way.

## Handlung
Ian Lafferty ist ein 18-jähriger Highschool-Absolvent, der endlich seine Jungfräulichkeit verlieren will. Er lernt im Internet „Ms. Tasty“ kennen. Um sie zu treffen, fährt er gemeinsam mit seinen beiden besten Freunden Lance und Felicia nach Knoxville. Für die Fahrt nimmt sich Ian den Pontiac GTO The Judge seines älteren Bruders Rex, jedoch ohne dessen Wissen.
Auf dem Weg nach Knoxville legen die drei mehrere teils ungewollte Zwischenstopps ein. So kommt die Fahrt auf einer verlassenen Landstraße zum Erliegen, da der Motor des Pontiacs streikt. Nachdem das Urinieren in den Kühler nicht den erhofften Erfolg gebracht hat, werden die drei von Ezekiel, einem Amischen, mit seinem Pferdewagen abgeschleppt. Ezekiel repariert dann mit ein paar anderen Amischen den Wagen, während Ian, Lance und Felicia eine Rumspringa-Party besuchen, auf der die Band Fall Out Boy auftritt. Auf dem Konzert verliebt sich Lance in das amische Mädchen Mary.
Anschließend verbringen die drei Freunde kurze Zeit im Gefängnis. Ian schaffte es nicht, ein Opossum, das er angefahren hat, gleich von seinem Leid zu erlösen. Er wirft daraufhin den Kreuzschlüssel, mit dem er das Opossum nach mehreren Anläufen erschlagen hat, wütend durch die Gegend und trifft dabei versehentlich ein Polizeiauto. Mary bezahlt die Kaution, wodurch die drei wieder freikommen. Sie erfuhr davon, da sie Lance anrief, worauf ein Polizist auf der Wache sein Handy abnahm und ihr von deren Situation berichtete.
Nach langer Fahrt erreichen sie schließlich Knoxville, wo sie Quartier in einem eigens für Rollenspiele eingerichteten Hotel beziehen. Als der zornige Rex ihn dort aufspürt, gibt Ian zu Rex’ Entsetzen vor schwul zu werden, so dass ihm der Pontiac für sein Treffen mit der Internet-Bekanntschaft überlassen wird.
Schlussendlich treffen Ian und Felicia, die sich auf dem Rücksitz versteckt, dann auf „Ms. Tasty“. Sie fahren in ein Feld, doch im letzten Moment weigert sich Ian, mit ihr intim zu werden, da er Felicia liebt. Als Ian sich weigert, seine Kleidung abzulegen, wird er von dem unvermittelt auftauchenden Bobby Jo, dem Freund von „Ms. Tasty“, mit einem Revolver bedroht. Das Gaunerpärchen stiehlt den Pontiac und lässt Ian nackt zurück. Zum Schluss entsteht ein wirres Durcheinander um den Pontiac. Ian taucht im Donut-Kostüm auf und versucht seine Freunde zu retten, die ins Schussfeld von Bobby Jo geraten sind. Ian entreißt ihm die Waffe und schießt ihm ins Knie. Die Polizei trifft ein, und „Ms. Tasty“, die zu fliehen versucht, wird von Andy und Randy, zwei Schülern von Ians High School, gestoppt. Felicia erzählt inzwischen der Polizei, wie sich alles zugetragen hat, und erwirkt so die Verhaftung der Autodiebe „Ms. Tasty“ und Bobby Jo.
Die Geschichte endet damit, dass Lance bei den Amischen bleibt, um Mary zu heiraten. Ian und Felicia entdecken ihre Liebe zueinander. Zudem stellt sich heraus, dass Rex schwul ist. Er erklärt seiner Familie an Thanksgiving, dass er wegen der Ablehnung seiner eigenen Sexualität jahrelang ein zorniger Widerling war. An Weihnachten stellt er ihnen seinen neuen Lebensgefährten vor. In der letzten Szene nimmt Felicia Ian an Silvester endlich seine Jungfräulichkeit.

## Soundtrack
- Die Songs Time to Pretend von MGMT, Fa-Fa-Fa von Datarock, Let’s Ride von Airbourne, Flying High von Jem, Life Is Beautiful von Vega4 und Bang Bang to the Rock n Roll von Gabin sind im Film zu hören.
- Die Band Fall Out Boy spielt im Film die Songs Fame < Infamy aus ihrem Album Infinity on High. Sie spielen auch eine akustische Performance von Grand Theft Autumn/Where Is Your Boy. Ihr Auftritt im Film ist auf ihre Freundschaft mit Seth Green zurückzuführen. In den Credits ist ihr Song I Don’t Care zu hören.
- Let’s Get It Up von AC/DC wird oft dann gespielt, wenn der GTO im Bild zu sehen ist.
- Während eines kurzen Rennens wird Danger Zone von Kenny Loggins gespielt. Das Lied gehört zum Soundtrack des Films Top Gun.

## Buchvorlage
- Andy Behrens: Spritztour (Originaltitel: All the Way, übersetzt von Heike Brandt), Beltz, Weinheim / Basel 2008, ISBN 978-3-407-74122-6.

## Kritiken
Die Kritiken zum Film fielen gemischt aus.
Die Durchschnittswertung auf IMDb beträgt 6,5 Sterne.